# Бельштедт
Бельштедт (нім. Bellstedt) — громада в Німеччині, розташована в землі Тюрингія. Входить до складу району Киффгойзер.
Площа — 4,77 км2. Населення становить 161 ос. (станом на 31 грудня 2021).